# Meniscium urophyllum
Meniscium urophyllum là một loài dương xỉ trong họ Thelypteridaceae. Loài này được H.Ito in Nakai & Honda mô tả khoa học đầu tiên năm 1939.
Danh pháp khoa học của loài này chưa được làm sáng tỏ. 